# Richard Gwyn
Pour le martyr catholique gallois, voir Richard Gwyn (martyr).
Richard John Philip Jeremy Gwyn, O.C., LL.D. (né le 26 mai 1934 et mort le 15 août 2020) est un fonctionnaire, journaliste et écrivain canadien.

## Biographie
Né à Bury St Edmunds en Angleterre, Richard Gwyn émigre au Canada en 1954. Il a notamment été correspondant parlementaire pour United Press International de 1957 à 1959, a travaillé pour Thomson Newspapers de 1959 à 1960, été rédacteur pour Maclean-Hunter de 1960 à 1962, et a été correspondant parlementaire et assistant rédacteur pour Time Canada.
Il se joint au Toronto Star en 1973, où il est chroniqueur aux affaires nationales jusqu'en 1985 et chroniqueur aux affaires internationales de 1985 à 1992.
Le 29 novembre 2001, il est nommé président de la St. Jerome's University à l'Université de Waterloo et installé le 17 mars 2002.
En 2002 il est fait officier de l'Ordre du Canada.

### Famille
Richard Gwyn épouse la journaliste Sandra Gwyn (en) en 1958. Elle devient également officier de l'Ordre du Canada le 27 avril 2000. Elle meurt à Toronto le 26 mai 2000.

## Publications (sélection)
- John A.: The Man Who Made Us. 2007.
- Nationalism Without Walls. 1995.
- The 49th Paradox: Canada in North America. 1985.
- The Northern Magus: Pierre Trudeau and Canadians. 1980.
- Smallwood, The Unlikely Revolutionary. 1965.
- The Shape of Scandal: A Study of a Government in Crisis. 1965.